# Хитови (Рибља чорба)
Највећи хитови уживо је дупли компилацијски албум српског и југословенског рок бенда Рибља чорба.

## Опште информације
Албум је објављен 2007. године под окриљем издавачке куће Хи-Фи Центар, а на њему се налази тридесет и осам песама на два компакт диск издања. Други ЦД је рездање албума 1994—2004.
Аранжман је радио бенд, продуцент компилације био је Вицко Милатовић, док су менаџери продукције за ову компилацију били Ненад Раичевић и Ненад Чајић. Текстове за све песме писао је Бора Ђорђевић, осим за песму Кад ходаш, коју је написао Момчило Бајагић Бајага.

## Листа песама

### Диск 1
| №   | Назив                       | Трајање |  |
| 1.  | Погледај дом свој анђеле    |         |  |
| 2.  | Лутка са насловне стране    |         |  |
| 3.  | Два динара друже            |         |  |
| 4.  | Нећу да испаднем животиња   |         |  |
| 5.  | Добро јутро                 |         |  |
| 6.  | Кад падне ноћ               |         |  |
| 7.  | Кад сам био млад            |         |  |
| 8.  | Авиону сломићу ти крила     |         |  |
| 9.  | Амстердам                   |         |  |
| 10. | Остани ђубре до краја       |         |  |
| 11. | Кад ходаш                   |         |  |
| 12. | Звезда поткровља и сутерена |         |  |
| 13. | Рокенрол за кућни савет     |         |  |
| 14. | Остаћу слободан             |         |  |
| 15. | Прича о Џиги Бау            |         |  |
| 16. | Јужна Африка                |         |  |
| 17. | Љубоморко                   |         |  |

### Диск 2
| №   | Назив                      | Трајање |  |
| 1.  | Љубав овде више не станује | 4:25    |  |
| 2.  | Једино моје                | 4:36    |  |
| 3.  | Последња песма о теби      | 4:23    |  |
| 4.  | Принц                      | 4:28    |  |
| 5.  | Остало је ћутање           | 4:09    |  |
| 6.  | Изгубљен случај            | 5:02    |  |
| 7.  | Баба Јула                  | 2:49    |  |
| 8.  | Царе                       | 4:07    |  |
| 9.  | Нојева барка               | 4:49    |  |
| 10. | Србин је луд               | 2:56    |  |
| 11. | 100 година самоће          | 4:06    |  |
| 12. | Данас нема млека           | 3:34    |  |
| 13. | Ја сам рођен намргођен     | 2:51    |  |
| 14. | Волим и ја вас             | 3:07    |  |
| 15. | Зашто увек курцу свирам    | 3:11    |  |
| 16. | Дај ми лову                | 2:59    |  |
| 17. | Гастарбајтерска            | 3:54    |  |
| 18. | Гастарбајтерска 2          | 4:01    |  |
| 19. | Хоћу мајко, хоћу           | 2:56    |  |
| 20. | Црно бели свет             | 3:38    |  |
| 21. | Зелена трава дома мог      | 3:45    |  |